# Ałar´
Ałar´ (ros. Аларь) – wieś (sieło) w Rosji, w obwodzie irkuckim, w rejonie ałarskim Ust-Ordyńskiego Okręgu Buriackiego. W 2010 liczyła 1158 mieszkańców.